# Альпталь
Альпталь (нім. Alpthal) — громада  в Швейцарії в кантоні Швіц, округ Швіц.

## Географія
Громада розташована на відстані близько 100 км на схід від Берна, 8 км на північний схід від Швіца.
Альпталь має площу 22,9 км², з яких на 1,7% дозволяється будівництво (житлове та будівництво доріг), 31,4% використовуються в сільськогосподарських цілях, 63,8% зайнято лісами, 3,1% не є продуктивними (річки, льодовики або гори).

## Демографія
2019 року в громаді мешкало 621 особа (+10,3% порівняно з 2010 роком), іноземців було 10,3%. Густота населення становила 27 осіб/км².
За віковим діапазоном населення розподілялося таким чином: 18,2% — особи молодші 20 років, 63,9% — особи у віці 20—64 років, 17,9% — особи у віці 65 років та старші. Було 268 помешкань (у середньому 2,3 особи в помешканні).
Із загальної кількості 191 працюючого 55 було зайнятих в первинному секторі, 30 — в обробній промисловості, 106 — в галузі послуг.